# Żupan (ubranie)

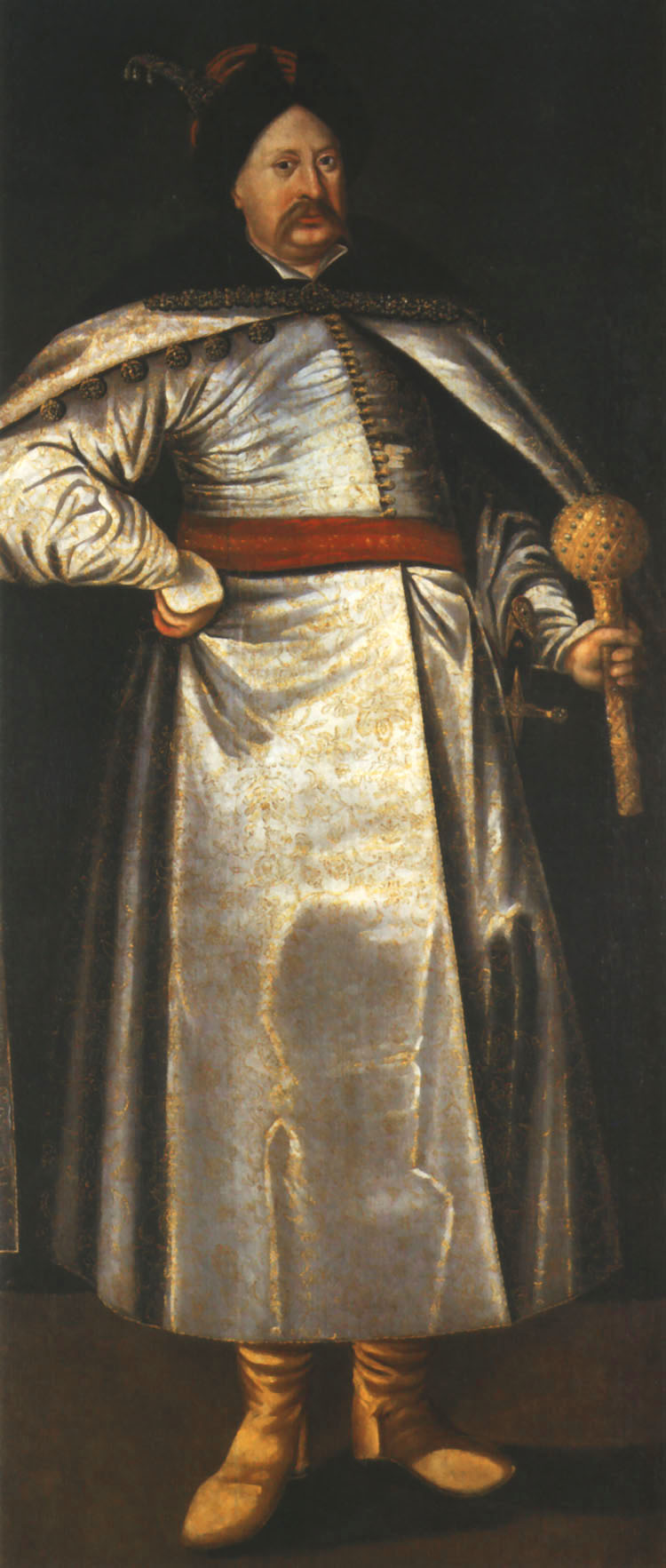
Janusz Radzwiłł w żupanie

Żupan – staropolska męska szata noszona w XVI wieku jako szata wierzchnia, a od połowy XVII wieku pod kontuszem, element polskiego stroju narodowego. W czasach Stefana Batorego i Zygmunta III Wazy traktowany był jako strój reprezentacyjny, noszony samodzielnie bądź widoczny spod szuby, delii czy ferezji. W pierwszej połowie XVII wieku pojawiło się uzupełnienie dla żupana w postaci kontusza. O reprezentacyjności i bogactwie żupana decydowała głównie tkanina. Żupan miał postać długiej sukni z rękawami, zapinanej na rząd guzów, drobnych guzików, haftek bądź szamerowana.
Codzienne żupany szyto z cienkiego, wełnianego polskiego sukna, natomiast odświętne były z reguły jedwabne. Wzorzyste adamaszki i połyskujące atłasy sprowadzano najczęściej z Włoch. W pierwszej połowie XVII wieku spotykało się paradne żupany ze wschodniego złotogłowiu o mieniących się barwach. W tym samym czasie zaczęły napływać do Rzeczypospolitej miękkie pasy perskie i tureckie, które noszono na żupanie. Noszono też na żupanie metalowe pasy, złożone z wąskich ogniw spiętych ozdobną klamrą. W Polsce noszony przez szlachtę od XVI do połowy XIX w.
Od połowy XVII wieku żupan noszony pod kontuszem stanowił wraz z nim szlachecki ubiór narodowy. Kontusz i żupan noszony był nie tylko przez szlachtę, ale także przez mieszczaństwo, a czasem co bogatszych chłopów.
Według Juliana Horoszkiewicza jest on ewolucyjnym rozwinięciem średniowiecznej tuniki, który wzbogacono tkaninami o perskich wzorcach. W kulturze persko-arabskiej analogicznym strojem jest koszula zwana diszdasz. Część historyków, w tym Jacek Komuda, przypisują mu inne pochodzenie – od średniowiecznych, rycerskich koszul. Ludowym odpowiednikiem żupana była sukmana.

## Pochodzenie nazwy
Nazwa pochodzi od włoskiego giubbone, giuppone (zazwyczaj szeroki kaftan męski z grubego materiału), od giubba (kaftan, frak, kurtka wojskowa), które pochodzi od arabskiego dżubba (spodnia szata z bawełny). W Polsce została odmieniona nawiązując do staropolskiego urzędnika żupana.

## Opis
W ramionach był dopasowany, z wąskimi rękawami. Żupan posiadał stojący kołnierz, pierwotnie z tyłu lekko podwyższony, później był jednakowej wysokości, ale z przodu rozchylony. Osoby zamożne nosiły aksamitne, jedwabne bądź brokatowe żupany z pozłacanymi haftkami lub guzikami, uboga szlachta poprzestawała na białych (latem) i szarych lub brązowych wełnianych (zimą). Mieszczanie nosili żupany wykonane z tkaniny z łyka konopnego (stąd zwano ich łykami, łyczkami).
Uzupełnieniem żupana w XVI wieku był pas z metalowych wąskich ogniw i zdobionej klamry lub pas siatkowy, pasy jedwabne z fragmentów materiałów, a od 2 połowy XVII wieku osobno wytwarzany szeroki i długi pas (np. z wzorzystego jedwabiu), którym opasywano się kilkakrotnie wokół. Przed połową XVII wieku na żupan zaczęto zakładać kontusz.

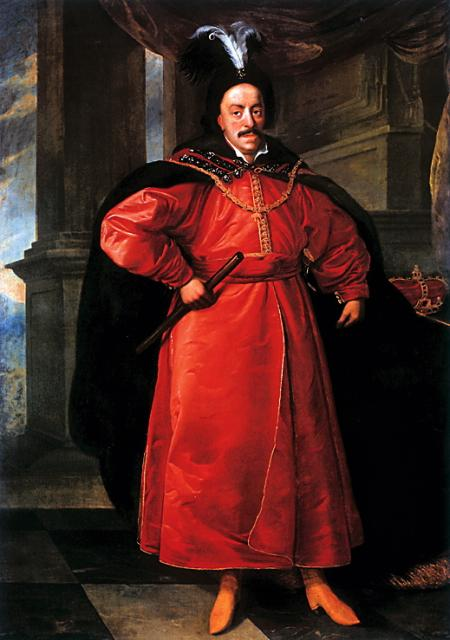
król Jan Kazimierz, 1649
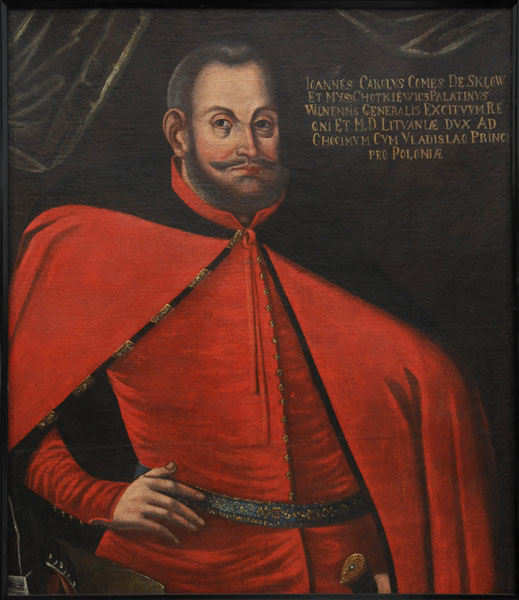
hetman Jan Karol Chodkiewicz
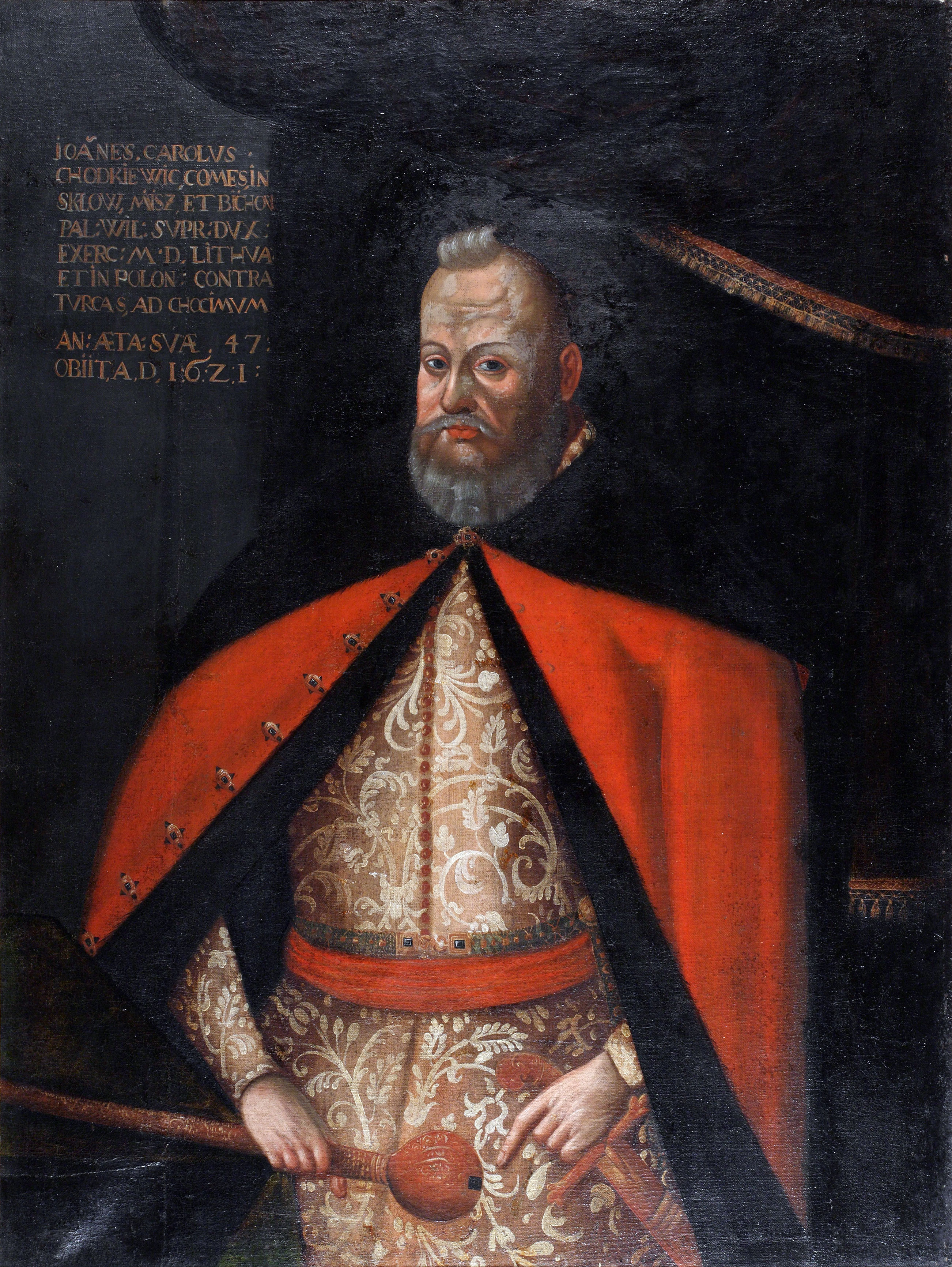
hetman Jan Karol Chodkiewicz
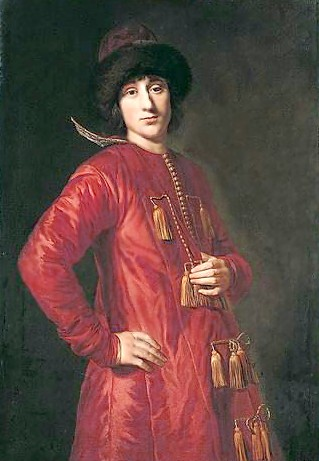
Aleksander Sobieski, ok. 1690
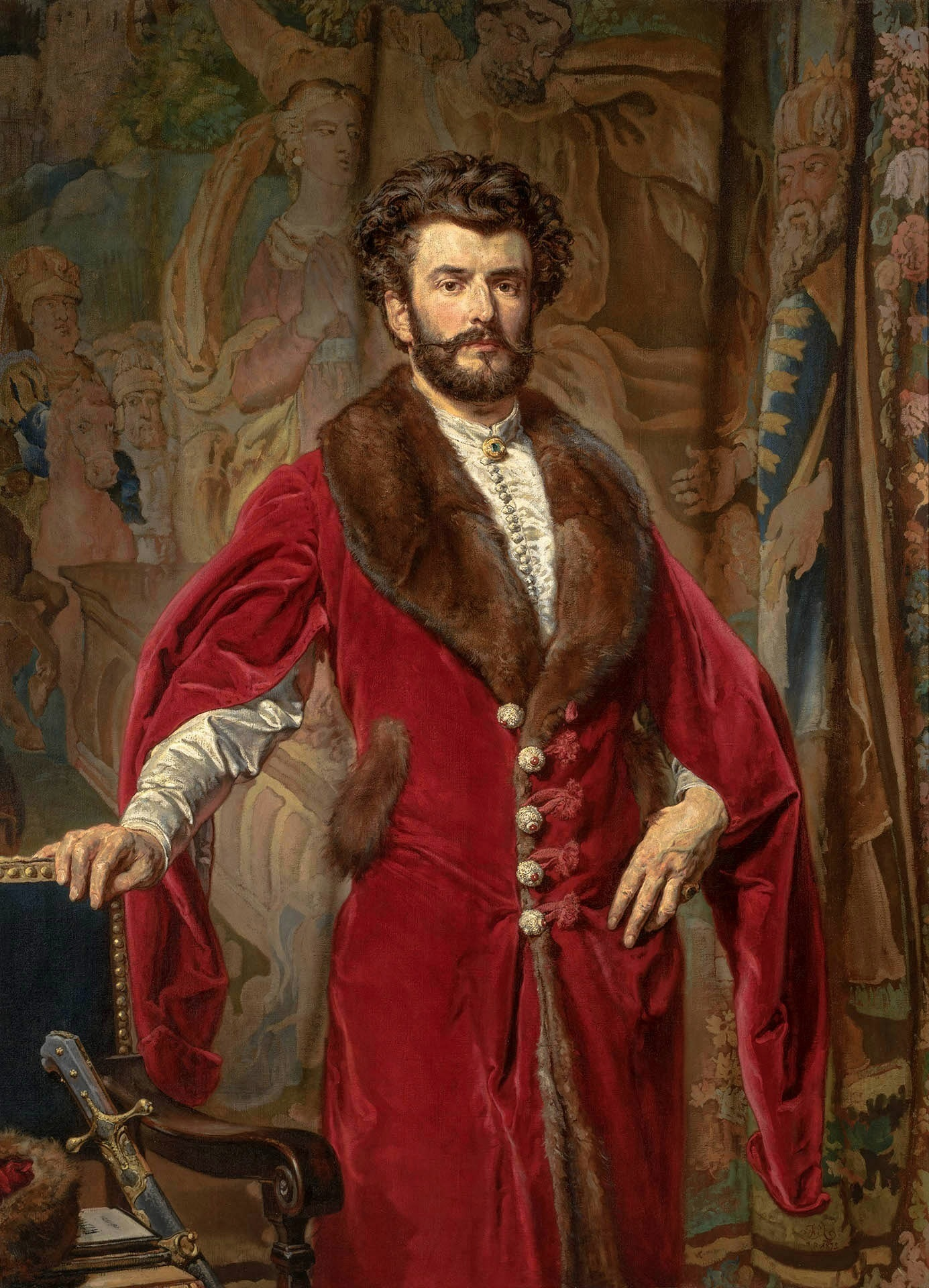
Portret Józefa Ciechońskiego, Jan Matejko, 1873 (żupan jako historyczny strój sarmacki)
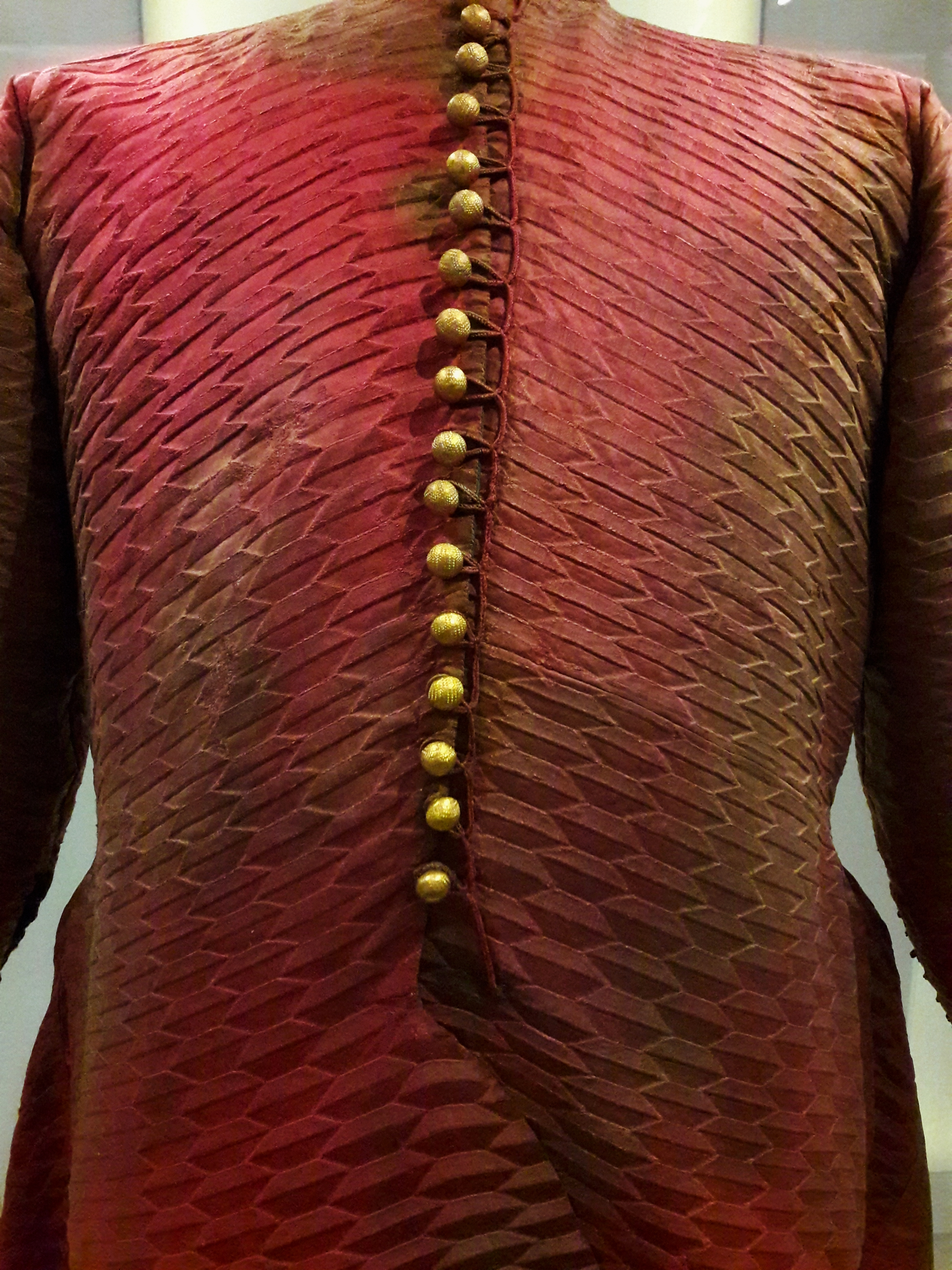
Żupan z adamaszku (fragment) z 1 poł. XVII w. z Muzeum Narodowego w Warszawie
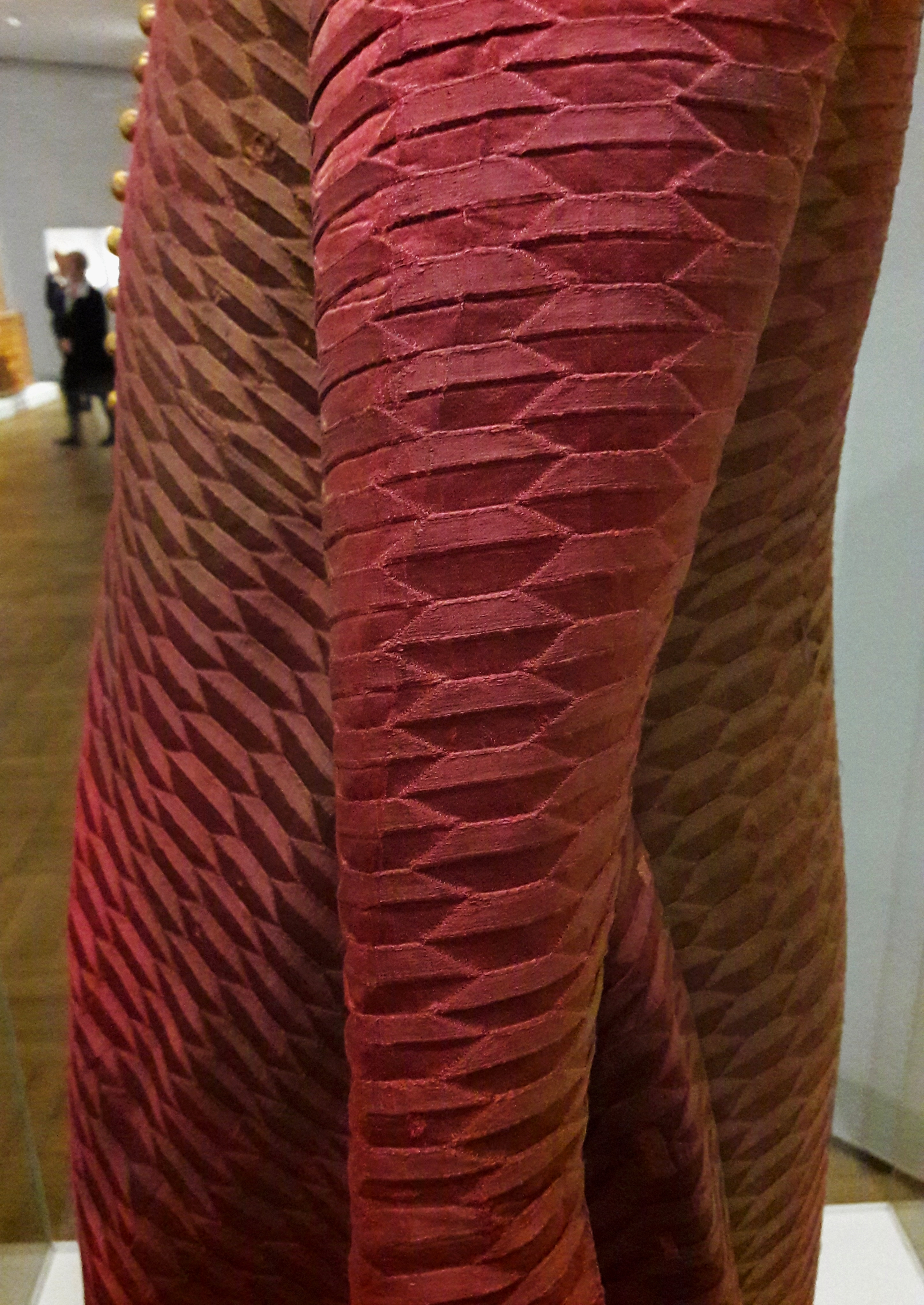
Żupan z adamaszku (fragment) z 1 poł. XVII w. z Muzeum Narodowego w Warszawie